# Groene paddenvlieg
De groene paddenvlieg (Lucilia bufonivora) is een vliegensoort uit de familie van de bromvliegen (Calliphoridae). De wetenschappelijke naam van de soort werd  gepubliceerd in 1876 door Moniez.

## Uiterlijk
De volwassen groene paddenvlieg heeft grote bruine facetogen, een fel metallic groene thorax en buik, bekleed met borstelige zwarte haren en een paar vliezige, donker geaderde, doorzichtige vleugels. 
De larven zijn roomwitte maden, zoals die van andere bromvliegen. Ze worden uitsluitend gevonden in amfibieën, waarbij de gewone pad een duidelijke voorkeur heeft.

## Parasitisme
De groene paddenvlieg legt haar eieren op de huid, bij de ingang van de neusgaten, van de gewone pad (Bufo bufo), maar er zijn ook gevallen bekend waarbij de vlieg andere kikker- en paddensoorten kiest. 
Bij voorkeur zal de vlieg een ziek of gewond individu kiezen en soms worden de eitjes gelegd in een wond. 
Als de larven uitkomen, beginnen die zich te voeden met het weefsel van de neusgaten en nestelen zich in de neusholte van de pad. De larven groeien snel en hun eetlust neemt toe zodat ook de ogen, de hersenen en andere weefsels van de gastheer al snel worden geconsumeerd. Wanneer de pad is gestorven en de larven zich tegoed hebben gedaan aan de rest van de pad, komen ze aan het eind van hun ontwikkeling en kruipen ze in de grond om te verpoppen.
De larven zijn gevoelig voor temperatuur en groeien slechts tussen 14° C en 29° C. Als de temperatuur zakt onder de 14 °C, zullen ze stoppen met eten en proberen om hun gastheer te verlaten om ondiep in de bodem te overwinteren.